# Grande Prêmio da Alemanha de 1979
Resultados do Grande Prêmio da Alemanha de Fórmula 1 realizado em Hockenheim em 29 de julho de 1979. Décima etapa da temporada, teve como vencedor o australiano Alan Jones, que subiu ao pódio junto a Clay Regazzoni numa dobradinha da Williams-Ford, com Jacques Laffite em terceiro pela Ligier-Ford.

## Resumo
Primeira dobradinha na história da Williams, patrocinada pela Saudi Arabian Airlines desde março de 1978.

## Classificação da prova
| Pos. | Nº | Piloto                | Construtor         | Voltas | Tempo/Diferença | Grid | Pontos |
| ---- | -- | --------------------- | ------------------ | ------ | --------------- | ---- | ------ |
| 1    | 27 | Alan Jones            | Williams-Ford      | 45     | 1:24:48.83      | 2    | 9      |
| 2    | 28 | Clay Regazzoni        | Williams-Ford      | 45     | + 2.91          | 6    | 6      |
| 3    | 26 | Jacques Laffite       | Ligier-Ford        | 45     | + 18.39         | 3    | 4      |
| 4    | 11 | Jody Scheckter        | Ferrari            | 45     | + 31.20         | 5    | 3      |
| 5    | 7  | John Watson           | McLaren-Ford       | 45     | + 1:37.80       | 12   | 2      |
| 6    | 30 | Jochen Mass           | Arrows-Ford        | 44     | + 1 volta       | 18   | 1      |
| 7    | 4  | Geoff Lees            | Tyrrell-Ford       | 44     | + 1 volta       | 16   |        |
| 8    | 12 | Gilles Villeneuve     | Ferrari            | 44     | + 1 volta       | 9    |        |
| 9    | 3  | Didier Pironi         | Tyrrell-Ford       | 44     | + 1 volta       | 8    |        |
| 10   | 17 | Jan Lammers           | Shadow-Ford        | 44     | + 1 volta       | 20   |        |
| 11   | 18 | Elio de Angelis       | Shadow-Ford        | 43     | + 2 voltas      | 21   |        |
| 12   | 6  | Nelson Piquet         | Brabham-Alfa Romeo | 42     | Motor           | 4    |        |
| Ret  | 29 | Riccardo Patrese      | Arrows-Ford        | 34     | Pneus           | 19   |        |
| Ret  | 8  | Patrick Tambay        | McLaren-Ford       | 30     | Suspensão       | 15   |        |
| Ret  | 20 | Keke Rosberg          | Wolf-Ford          | 29     | Motor           | 17   |        |
| Ret  | 5  | Niki Lauda            | Brabham-Alfa Romeo | 27     | Motor           | 7    |        |
| Ret  | 25 | Jacky Ickx            | Ligier-Ford        | 24     | Pneus           | 14   |        |
| Ret  | 31 | Hector Rebaque        | Lotus-Ford         | 22     | Handling        | 24   |        |
| Ret  | 1  | Mario Andretti        | Lotus-Ford         | 16     | Transmissão     | 11   |        |
| Ret  | 16 | René Arnoux           | Renault            | 9      | Pneus           | 10   |        |
| Ret  | 15 | Jean-Pierre Jabouille | Renault            | 7      | Rodou           | 1    |        |
| Ret  | 14 | Emerson Fittipaldi    | Fittipaldi-Ford    | 4      | Pane elétrico   | 22   |        |
| Ret  | 2  | Carlos Reutemann      | Lotus-Ford         | 1      | Acidente        | 13   |        |
| Ret  | 9  | Hans-Joachim Stuck    | ATS-Ford           | 0      | Suspensão       | 23   |        |
| DNQ  | 22 | Patrick Gaillard      | Ensign-Ford        |        |                 |      |        |
| DNQ  | 24 | Arturo Merzario       | Merzario-Ford      |        |                 |      |        |

## Tabela do campeonato após a corrida
| Pos. | Piloto            | Pontos |
| ---- | ----------------- | ------ |
| 1    | Jody Scheckter    | 35     |
| 2    | Jacques Laffite   | 28     |
| 3    | Gilles Villeneuve | 26     |
| 4    | Clay Regazzoni    | 22     |
| 5    | Patrick Depailler | 20     |

| Pos. | Construtor    | Pontos |
| ---- | ------------- | ------ |
| 1    | Ferrari       | 65     |
| 2    | Ligier-Ford   | 51     |
| 3    | Williams-Ford | 38     |
| 4    | Lotus-Ford    | 37     |
| 5    | Tyrrell-Ford  | 21     |

- Nota: Somente as primeiras cinco posições estão listadas. As quinze etapas de 1979 foram divididas em um bloco de sete e outro de oito corridas onde cada piloto podia computar quatro resultados válidos em cada, não havendo descartes no mundial de construtores.